# Хилл-Вуд, Питер
Питер Денис Хилл-Вуд (англ. Peter Denis Hill-Wood; 25 февраля 1936, Кенсингтон — 28 декабря 2018, Лондон) — британский футбольный администратор, президент «Арсенала» (1982—2013).

## Биография
Родился в Кенсингтоне, Лондон. Его отец, Денис Хилл-Вуд, три дяди и дед играли в крикет за команду Дербишира. Учился в Итонском колледже вместе с будущим директором «Арсенала» сэром Роджером Гиббсом. Позже Хилл-Вуд служил в Колдстримском гвардейском полку. После ухода со службы пошёл работать в банковскую сферу, дослужился до должности вице-председателя Hambros Bank.
Женился в 1971 году и имеет троих детей: Джулиана, Чарльза и Сару.

## Карьера
Представляет третье поколение своей семьи в качестве президента «Арсенала», после своего отца, Дениса Хилл-Вуда (1962—1982), и деда, Сэмюэла Хилл-Вуда (1929—1936 и 1946—1949). Питер Хилл-Вуд сменил на этой должности отца после его смерти в 1982 году. В его обязанности президента клуба не входило решение спортивных вопросов и рутинное управление клубом, за это отвечали управляющий директор Кен Фриэр и тренер Арсен Венгер.
Привлёк в Совет директоров клуба бывшего коллегу Чипса Кезика, который воспользовался своими связями при финансировании строительства нового стадиона «Арсенала». 14 июня 2013 Хилл-Вуд ушёл в отставку, должность президента клуба занял Кесвик.

## Здоровье
2 декабря 2012 года Хилл-Вуд перенёс сердечный приступ.

## Другое
- Играл в крикет за Free Foresters в 1960 году[8].
- Он и Чипс Кезик — члены Business for Sterling[9].